# Oza-Cesuras
Oza-Cesuras – gmina w Hiszpanii, w prowincji A Coruña, w Galicji, o powierzchni 151,8 km². W 2012 roku gmina liczyła 5401 mieszkańców.
Gmina została utworzona 6  czerwca 2013 roku z połączenia dwóch ówczesnych gmin: Oza dos Ríos oraz Cesuras.